# Janusz Poray-Biernacki
Janusz Stanisław Poray-Biernacki ps. Janusz Jasieńczyk (ur. 11 lipca 1907 w Warszawie, zm. 5 stycznia 1996 w Londynie) – polski pisarz i żołnierz.

## Życiorys
Ukończył studia prawnicze na Uniwersytecie Warszawskim. Przed II wojną światową pracował jako adwokat i dziennikarz. W latach 1939–1940 redagował konspiracyjny tygodnik „Pobudka”. W 1940 przedostał się do Palestyny jako emisariusz Związku Walki Zbrojnej, gdzie wstąpił do Samodzielnej Brygady Strzelców Karpackich. W 1941 brał udział w walkach o Tobruk. Po wojnie osiadł w Londynie. Jego główne dzieła to zbiór reportaży Po Narviku był Tobruk (1945) oraz powieść Słowo o bitwie (1955), która zdobyła uznanie krytyki jako wybitna powieść wojenna.
Podpisał list pisarzy polskich na Obczyźnie, solidaryzujących się z sygnatariuszami protestu przeciwko zmianom w Konstytucji Polskiej Rzeczypospolitej Ludowej (List 59). 